# کن بریلی
کن بریلی (انگلیسی: Ken Brierley؛ ۳ آوریل ۱۹۲۶ – February 2004) بازیکن فوتبال اهل بریتانیا بود.
از باشگاه‌هایی که در آن بازی کرده‌است می‌توان به باشگاه فوتبال اولدهام اتلتیک، و باشگاه فوتبال لیورپول، باشگاه فوتبال اولدهام اتلتیک، و باشگاه فوتبال استالی‌بریج سلتیک اشاره کرد.